# Erzbistum Genua
Das Erzbistum Genua (lateinisch: Archidioecesis Ianuensis, italienisch: Arcidiocesi di Genova) ist ein Metropolitanbistum der römisch-katholischen Kirche in Italien mit Sitz in der gleichnamigen Stadt Genua.

## Gebiet
Das Erzbistum befindet sich in der Region Ligurien und erstreckt sich über die Metropolitanstadt Genua und Teile der Provinz Alessandria.

## Geschichte
Das Bistum wurde wahrscheinlich im 3. Jahrhundert gegründet und am 20. März 1133 durch Papst Innozenz II. zum Erzbistum erhoben.
Am 30. September 1986 wurde das Erzbistum Genua mit dem Bistum Bobbio-San Colombano, das bereits 1980 nur noch knapp 18.000 Einwohner und lediglich 17.000 Katholiken zählte, zum Erzbistum Genua-Bobbio vereinigt. Die Gebiete des aufgelösten Bistums Bobbio-San Colombano wurden aber bereits am 16. Dezember 1989 an das Bistum Piacenza abgetreten, das dadurch zu Bistum Piacenza-Bobbio umbenannt wurde. Seitdem trägt die Erzdiözese wieder ihren alten Namen Erzbistum Genua.
Das Erzbistum zählt zu den bedeutendsten Bischofssitzen Italiens. Die Erzbischöfe von Genua werden traditionell in das Kardinalskollegium aufgenommen.

## Einzelnachweise

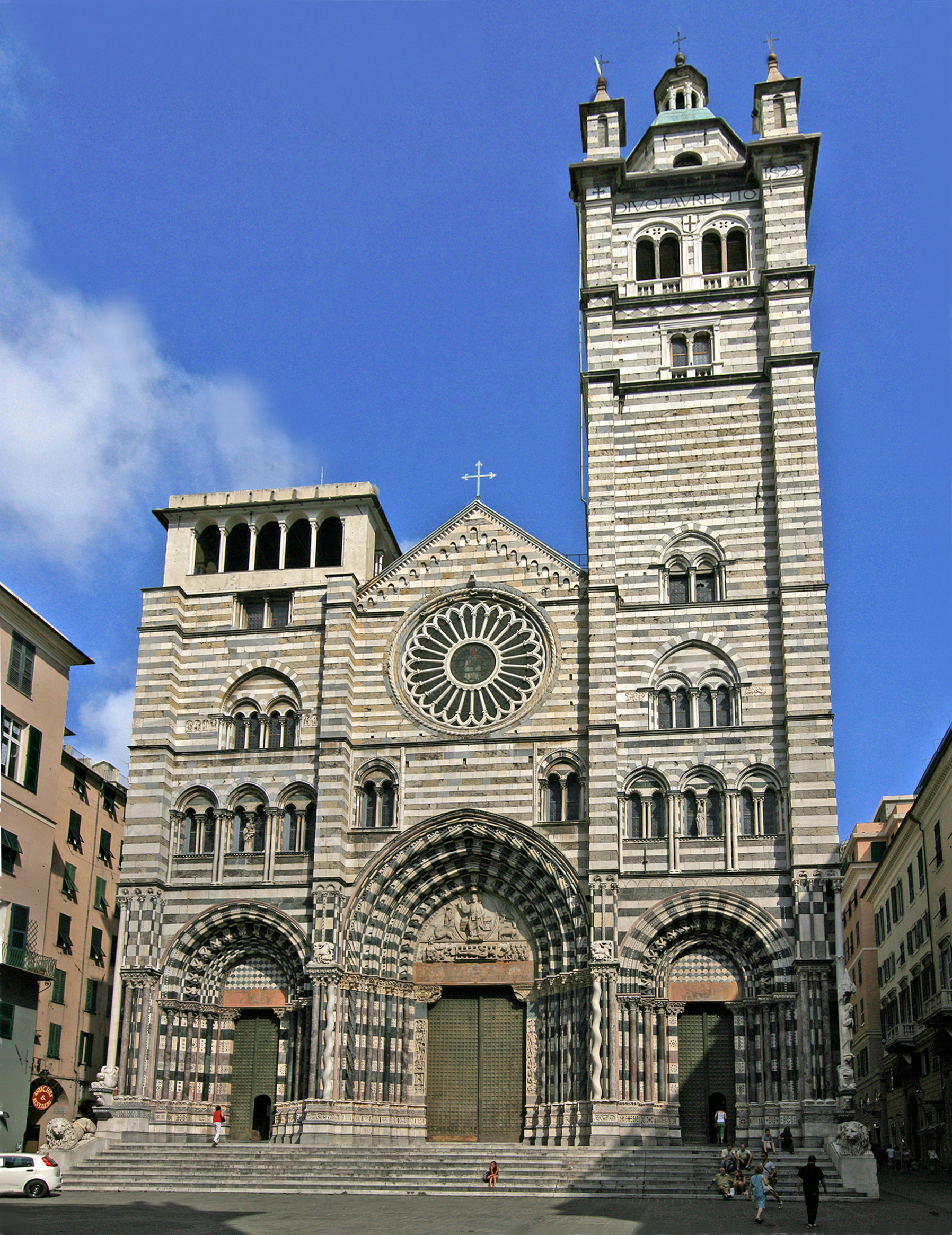
Kathedrale San Lorenzo in Genua